# Expresso Brasil
Expresso Brasil foi uma minitelenovela brasileira produzida e exibida no horário das 20h30 pela Rede Globo entre 24 de agosto a 16 de outubro de 1987 em 40 capítulos.
Escrita por Dias Gomes, dirigida por Paulo José, realização de Globotec, criação e supervisão de F.J.Y.&.R., patrocinado pelo Grupo Vicunha.

## Enredo
Uma locomotiva em viagem era o ponto de encontro de vários personagens de novelas famosas. Assim, Paulo Gracindo reviveu o bicheiro Tucão, de Bandeira 2, e o prefeito Odorico Paraguaçu, de O Bem-Amado. Lima Duarte voltava como o matador Zeca Diabo, de O Bem-Amado, e o Sinhozinho Malta, de Roque Santeiro.
A maioria era personagens criados por Dias Gomes. Também entraram em cena 3 personagens de Cassiano Gabus Mendes vividos por Luis Gustavo: o cego Léo, de Te Contei?, o detetive Mário Fofoca, de Elas por Elas, e o costureiro Victor Valentim, de Ti Ti Ti. E ainda 3 personagens da novela Gabriela: Nacib (Armando Bógus), Maria Machadão (Eloísa Mafalda) e Tonico Bastos (Fúlvio Stefanini).
Luís Magnelli e Luísa Brunet viveram os únicos personagens inéditos da história: ele era o bilheteiro do trem, e ela, uma bela misteriosa.
Ao final, os personagens de Dias Gomes descobrem que seu próprio criador está na viagem e resolvem tirar satisfação de seus destinos com o autor. O encontro do criador com as criaturas finaliza a novela. Dias corre e suas crias vão atrás. O bilheteiro entra e anuncia “próxima parada, fim da linha!” Assim terminava Expresso Brasil, deixando em dúvida se os personagens alcançaram o autor ou não.

## Elenco
- Paulo Gracindo - Tucão (Bandeira 2) / Odorico Paraguaçu (O Bem-Amado) / Padre Hipólito (Roque Santeiro)
- Lima Duarte - Zeca Diabo (O Bem-Amado) / Sinhozinho Malta (Roque Santeiro) / Salviano Lisboa (Pecado Capital)
- Regina Duarte - Viúva Porcina (Roque Santeiro)
- Ary Fontoura - Professor Aristóbulo (Saramandaia) / Florindo Abelha (Roque Santeiro)
- Eloísa Mafalda - Maria Machadão (Gabriela) / Dona Pombinha (Roque Santeiro)
- Luiz Gustavo - Léo (Te Contei?) / Mário Fofoca (Elas por Elas) / Victor Valentim (Ti Ti Ti)
- Armando Bogus - Nacib (Gabriela) / Zé das Medalhas (Roque Santeiro)
- Ruth de Souza - Chiquinha do Parto (O Bem-Amado)
- Fulvio Stefanini - Tonico Bastos (Gabriela)
- Wilza Carla - Dona Redonda (Saramandaia)
- Emiliano Queiróz - Dirceu Borboleta (O Bem-Amado)
- Ida Gomes - Dorotéia Cajazeira (O Bem-Amado)
- Dirce Migliaccio - Judicéia Cajazeira (O Bem-Amado)
- Kléber Macedo - Zuzinha Cajazeira (O Bem-Amado)
- Castro Gonzaga - Coronel Zico Rosado (Saramandaia)
- Felipe Carone - Jovelino Sabonete (Bandeira 2)
- Ruy Rezende - Professor Astromar (Roque Santeiro)
- Arnaud Rodrigues - Cego Jeremias (Roque Santeiro)
- Luiz Magnelli - Bilheteiro
- Luíza Brunet - Bela Misteriosa
- Dias Gomes - como ele mesmo